# 腹岔嬌異蝽
腹岔嬌異蝽（学名：Urostylis paratrifida）为異尾蝽科嬌異蝽屬下的一个种。